# Sphaeroma retrolaeve
Sphaeroma retrolaeve là một loài chân đều trong họ Sphaeromatidae. Loài này được Richardson miêu tả khoa học năm 1904.